# ハンバントタ
ハンバントタ（シンハラ語: හම්බන්තොට、タミル語: அம்பாந்தோட்டை、英語: Hambantota）は、スリランカの南部州ハンバントタ県の都市である。ハンバントタ県の県都であり、スリランカの南海岸沿いに位置している。ハンバントッタともいう。
ハンバントタは塩田と熱帯の乾燥した気候で知られており、住民はマレー人が多数派を占める。ハンバントタは第6代大統領マヒンダ・ラージャパクサの元選挙区であり、同政権下では重点的なインフラ整備が進められた。

## 気候
ハンバントタはケッペンの気候区分ではサバナ気候に属す。ハンバントタには明確な乾季は存在しないが、1月から3月にかけてと6月から8月にかけては著しく降水量が減少する。逆に降水量が最も多いのは10月と11月である。年間の平均降水量は約1,050 mmである。平均気温は年間を通して僅かに変化するのみで、最も低い1月でも26.3°C、最も高い4月5月では28.1°Cである。
| ハンバントタの気候     | ハンバントタの気候 | ハンバントタの気候 | ハンバントタの気候 | ハンバントタの気候 | ハンバントタの気候 | ハンバントタの気候 | ハンバントタの気候 | ハンバントタの気候 | ハンバントタの気候 | ハンバントタの気候 | ハンバントタの気候 | ハンバントタの気候 | ハンバントタの気候 |
| 月                     | 1月                | 2月                | 3月                | 4月                | 5月                | 6月                | 7月                | 8月                | 9月                | 10月               | 11月               | 12月               | 年                 |
| ---------------------- | ------------------ | ------------------ | ------------------ | ------------------ | ------------------ | ------------------ | ------------------ | ------------------ | ------------------ | ------------------ | ------------------ | ------------------ | ------------------ |
| 最高気温記録 °C （°F） | 32.4 (90.3)        | 33.2 (91.8)        | 33.4 (92.1)        | 34.2 (93.6)        | 34.8 (94.6)        | 36.1 (97)          | 35.5 (95.9)        | 35.5 (95.9)        | 34.7 (94.5)        | 34.6 (94.3)        | 32.4 (90.3)        | 32.7 (90.9)        | 36.1 (97)          |
| 平均最高気温 °C （°F） | 29.8 (85.6)        | 30.2 (86.4)        | 30.9 (87.6)        | 31.2 (88.2)        | 30.7 (87.3)        | 30.3 (86.5)        | 30.6 (87.1)        | 30.1 (86.2)        | 29.9 (85.8)        | 30.1 (86.2)        | 29.9 (85.8)        | 29.6 (85.3)        | 30.28 (86.5)       |
| 日平均気温 °C （°F）   | 26.3 (79.3)        | 26.6 (79.9)        | 27.4 (81.3)        | 28.1 (82.6)        | 28.1 (82.6)        | 27.7 (81.9)        | 27.6 (81.7)        | 27.4 (81.3)        | 27.2 (81)          | 27.1 (80.8)        | 26.8 (80.2)        | 26.5 (79.7)        | 27.23 (81.03)      |
| 平均最低気温 °C （°F） | 22.8 (73)          | 23.0 (73.4)        | 23.9 (75)          | 25.0 (77)          | 25.5 (77.9)        | 25.1 (77.2)        | 24.7 (76.5)        | 24.6 (76.3)        | 24.5 (76.1)        | 24.2 (75.6)        | 23.6 (74.5)        | 23.3 (73.9)        | 24.18 (75.53)      |
| 最低気温記録 °C （°F） | 19.1 (66.4)        | 19.2 (66.6)        | 20.5 (68.9)        | 21.6 (70.9)        | 21.7 (71.1)        | 22.1 (71.8)        | 22.0 (71.6)        | 21.8 (71.2)        | 21.6 (70.9)        | 21.9 (71.4)        | 20.6 (69.1)        | 19.1 (66.4)        | 19.1 (66.4)        |
| 降水量 mm （inch）     | 58 (2.28)          | 47 (1.85)          | 66 (2.6)           | 95 (3.74)          | 89 (3.5)           | 59 (2.32)          | 48 (1.89)          | 55 (2.17)          | 71 (2.8)           | 151 (5.94)         | 188 (7.4)          | 118 (4.65)         | 1,045 (41.14)      |
| 出典：NOAA (1961-1990) |                    |                    |                    |                    |                    |                    |                    |                    |                    |                    |                    |                    |                    |

## 交通

### 港湾

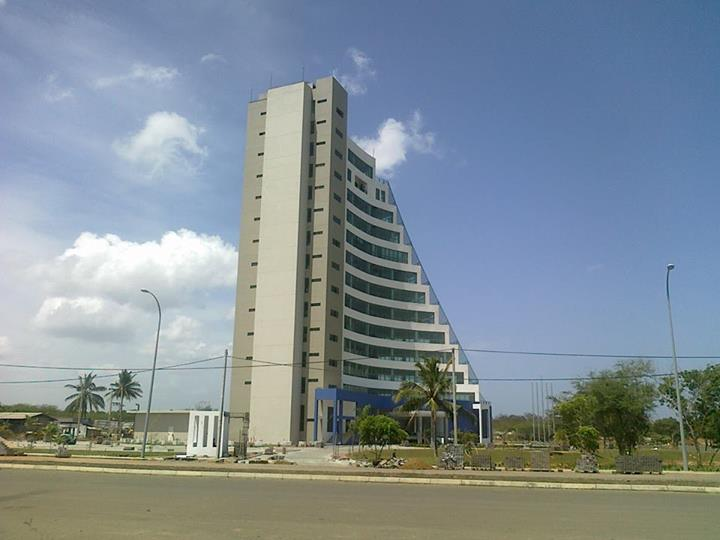
ポートタワー

ハンバントタ港はスリランカ有数の大規模港である。2008年より第1期工事が始まり、2010年に開港したこの港はインド洋のシーレーン上に位置しており、物資の積み替え港として、また船舶燃料補給地としての需要が期待されている。第3期工事までが予定されており、全てが完成すれば33隻の船が入港できる南アジア最大の港となる。
第1期工事の建設費は3億6千万ドル。建設は中国の中国港湾工程とSinohydroが請け負っており、総工費の85%は中国政府からの支援によるものである。しかし完成後は赤字が続き、2017年8月には港の運営権は中国の招商局港口に99年契約で譲渡された。

### 空港

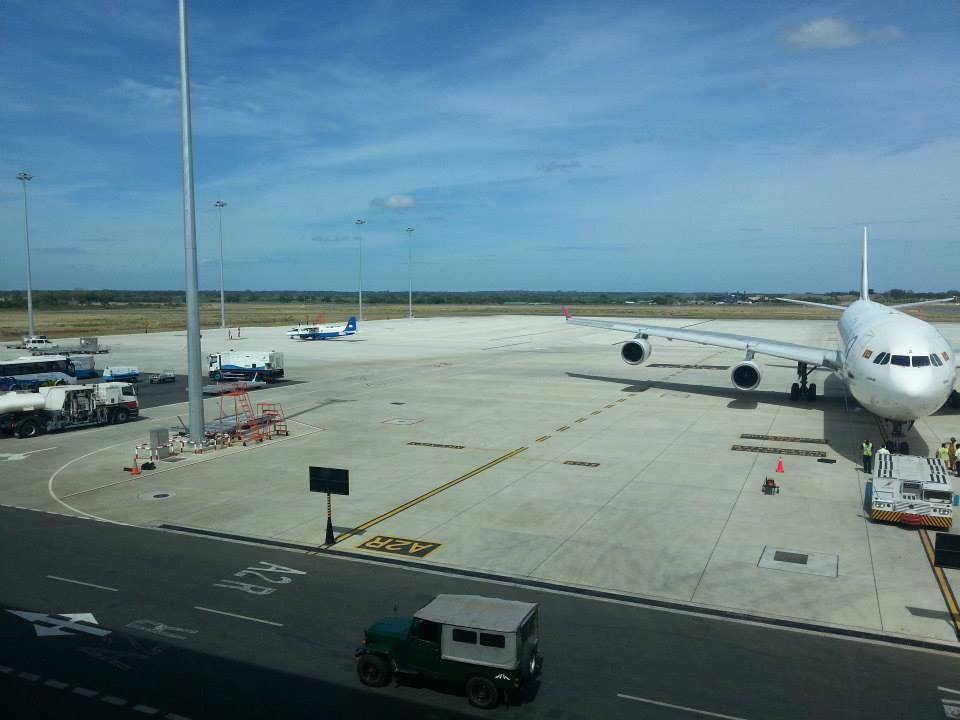
マッタラ・ラージャパクサ国際空港

ハンバントタから北に約15kmのマッタラには、スリランカ第2の国際空港として開発が進められたマッタラ・ラージャパクサ国際空港が存在する。2013年開港の新空港は3500mの滑走路を持ち、2015年目標の第2期工事が完了すれば、最終的には敷地面積2,000ヘクタールの大規模空港となる計画である。
建設費は2億900万ドル。こちらも建設は中国の中国港湾工程が請け負っており、建設に当たっては中国政府から1億9080万ドルの融資が行われている。
しかし唯一の定期便であるドバイとの定期便が閉鎖され、利用者は1日10人という「世界一寂しい空港」状態で、政府の重荷となっている。

### 鉄道
2006年よりハンバントタを経由するマータラ-カタラガマ間の鉄道延伸作業が進められている。

### 高速道路
スリランカ南西部を延びる南部高速道路が2019年にハンバントタまで延伸されており、南部の主要都市マータラやゴール、さらには最大都市コロンボへと通じている。この建設費にも中国からの融資が行われている。

## スポーツ
2017年アジアユースゲームズの開催地に予定されている。

## 姉妹都市
- 広州市、中華人民共和国 2007年